# Un couple à la mer
Pour les articles homonymes, voir Overboard.
Pour plus de détails, voir Fiche technique et Distribution.
Un couple à la mer ou La Belle Naufragée au Québec (Overboard) est une comédie romantique américaine réalisée en 1987 par Garry Marshall et mettant en vedette Goldie Hawn et Kurt Russell. Le film est un remake librement inspiré de la comédie italienne Vers un destin insolite sur les flots bleus de l'été réalisée en 1974.

## Synopsis
Dean est un charpentier veuf menant une vie simple avec ses 4 enfants. À la demande de Joanna Stayton, une milliardaire capricieuse vivant sur un yacht, il construit un placard en chêne pour ses innombrables paires de chaussures. Mais la riche cliente refuse de le payer en prétextant que le placard aurait dû être fabriqué en cèdre, et l'envoie à l'eau avec ses outils. Lorsque Dean apprend plus tard que Joanna est elle-même tombée à l'eau en cherchant sa bague et est depuis lors tombée amnésique, il décide de se faire passer pour son mari et de la faire s'occuper de ses enfants pendant un mois en compensation de l'argent qu'il aurait dû toucher ...

## Fiche technique
- Titre  : Un couple à la mer
- Titre québécois : La Belle Naufragée
- Titre original  : Overboard
- Réalisation : Garry Marshall
- Scénario : Leslie Dixon
- Musique : Alan Silvestri
- Photographie : John A. Alonzo
- Montage : Sonny Baskin et Dov Hoenig (en)
- Production : Alexandra Rose et Anthea Sylbert
- Société de production : Hawn / Sylbert Movie Company
- Société de distribution : MGM/UA Distribution Company (États-Unis)
- Pays :  États-Unis
- Genre : Comédie romantique
- Durée : 112 minutes
- Date de sortie :
  - États-Unis : 16 décembre 1987

## Distribution
- Goldie Hawn (VF : Monique Thierry) : Joanna Stayton / Annie Proffitt
- Kurt Russell (VF : Patrick Floersheim) : Dean Proffitt
- Edward Herrmann (VF : Bernard Woringer) : Grant Stayton III
- Michael G. Hagerty (VF : Maurice Risch) : Billy Pratt
- Katherine Helmond (VF : Jacqueline Porel) : Edith Mintz
- Jared Rushton (VF : Hervé Rey) : Charlie Proffitt
- Jeffrey Wiseman (VF : Jackie Berger) : Joey Proffitt
- Brian Price (VF : Jimmy Wallace) : Travis Proffitt
- Jamie Wild (VF : Vincent Barrazoni) : Greg Proffitt
- Roddy McDowall (VF : Gilles Guillot) : Andrew
- Doris Hess (VF : Anne Jolivet) : Adele Burbridge
- Henry Alan Miller (VF : Jean-Pierre Denys) : Dr. Norman Korman
- Marvin Braverman (VF : Serge Blumenthal) : Le docteur à l'hôpital
- Ray Combs (VF : Alain Courrivaud) : Le flic à l'hôpital
- Frank Campanella (VF : Emmanuel Pierson) : Karl
- Frank Buxton (VF : Jacques Ferrière) : Wilbur Budd
- Carol Williard : Rose Budd
- Ed Cree : Thud Gittman
- Mona Lyden (VF : Anne Le Youdec) : Gertie
- Bing Russell : Earl, le shérif
- Richard Stahl : Le psychiatre de l'hôpital
- Garry Marshall : Un batteur (non crédité)